# Scuola e società
Scuola e società (The School and Society) è un saggio pubblicato nel 1899 dal pedagogista e filosofo statunitense John Dewey.

## Contenuto
Scuola e società si presenta come una delle opere più importanti nel panorama dell'attivismo pedagogico. Nell'opera viene espresso il pensiero secondo cui la scuola debba integrarsi nella società e nella vita quotidiana delle persone, diventando una scuola-comunità.
A tal proposito Dewey parla di atelier, un luogo in cui i ragazzi svolgono attività di tipo pratico. Tali attività sono fortemente connesse ai bisogni dell'alunno, soprattutto al gioco e alla scoperta, che per il pedagogista americano devono essere il centro del curricolo scolastico. L'esplorazione del vissuto deve partire dai problemi concreti e reali: solamente in un secondo momento si studierà sul libro. In questo modo il bambino parteciperà alla vita scolastica in un sistema del tutto simile a quello della vita adulta, ma senza finalità economiche, bensì formative in vista del suo futuro da cittadino.

## Edizioni
- Dewey J., Scuola e società, Firenze, La Nuova Italia, 1949.